# Poliolophus urostictus
Poliolophus urostictus là một loài chim trong họ Pycnonotidae. Chúng là loài đặc hữu của Philippines.